# Collegio elettorale di Venezia - San Donà di Piave (Senato della Repubblica)
Il collegio Venezia - San Donà di Piave fu un collegio elettorale uninominale della Repubblica Italiana per l'elezione del Senato della Repubblica. Apparteneva alla Circoscrizione Veneto e fu utilizzato per eleggere un senatore nella XII, XIII e XIV legislatura.
Venne istituito nel 1993 con la cosiddetta Legge Mattarella (Legge n. 276, Norme per l'elezione del Senato della Repubblica), attuata in seguito al referendum abrogativo del 1993. La legge istituì per la Camera dei deputati e per il Senato della Repubblica un sistema di elezione misto, in parte maggioritario e in parte proporzionale. Il 75% dei parlamentari dell'assemblea veniva eletto in collegi uninominali tramite sistema maggioritario a turno unico; il restante 25% al Senato veniva eletto tramite recupero proporzionale dei più votati non eletti attraverso un meccanismo di calcolo denominato "scorporo", cioè sottraendo dal conteggio dei voti totali di una lista nella parte proporzionale i voti ottenuti dai candidati collegati alla medesima lista che erano eletti nei collegi uninominali con il sistema maggioritario.
Il collegio venne abolito insieme a tutti gli altri che costituivano il Senato con la promulgazione della legge elettorale successiva, la cosiddetta Legge Calderoli. Questa prevedeva un sistema proporzionale con premio di maggioranza, che al Senato veniva attribuito a livello regionale.

## Territorio
Il collegio Venezia - Spinea era uno dei 17 collegi uninominali in cui era suddiviso il Veneto e, come previsto dal D.Lgs. del 20 dicembre 1993 n. 535, comprendeva parte del comune di Venezia ed i comuni di Annone Veneto, Caorle, Ceggia, Cinto Caomaggiore, Concordia Sagittaria, Eraclea, Fossalta di Piave, Fossalta di Portogruaro, Gruaro, Jesolo, Marcon, Meolo, Musile di Piave, Noventa di Piave, Portogruaro, Pramaggiore, Quarto d'Altino, San Donà di Piave, San Michele al Tagliamento, San Stino di Livenza, Teglio Veneto e Torre di Mosto; era quindi interamente compreso nella Provincia di Venezia.

## Eletti
| Elezione | Elezione | Senatore           | Partito                 |
| -------- | -------- | ------------------ | ----------------------- |
|          | 1994     | Renato Bastianetto | Polo delle Libertà (LN) |
|          | 1996     | Mario Rigo         | L'Ulivo (Verdi)         |
|          | 2001     | Luciano Falcier    | Casa delle Libertà (FI) |

## Dati elettorali

### XII legislatura
|                               | Renato Bastianetto ✔️ Eletto | Polo delle Libertà                | 69 718  | 39,88 |  |  |  |  |  |
|                               | Paolo Peruzza                | Progressisti                      | 48 386  | 27,67 |  |  |  |  |  |
|                               | Francesco Borga              | Patto per l'Italia                | 28 005  | 16,02 |  |  |  |  |  |
|                               | Ennio Mazzon                 | Alleanza Nazionale                | 16 203  | 9,27  |  |  |  |  |  |
|                               | Marco Dal Prà                | Lega Autonomia Veneta             | 7 955   | 4,55  |  |  |  |  |  |
|                               | Carletto Baccioli            | Movimento Veneto Regione Autonoma | 4 574   | 2,62  |  |  |  |  |  |
| Totale                        | Totale                       | Totale                            | 174 841 | 100   |  |  |  |  |  |
|                               |                              |                                   |         |       |  |  |  |  |  |
| Voti non validi               | Voti non validi              | Voti non validi                   | 10 102  | 5,46  |  |  |  |  |  |
| Votanti                       | Votanti                      | Votanti                           | 184 943 | 89,25 |  |  |  |  |  |
| Elettori                      | Elettori                     | Elettori                          | 207 209 |       |  |  |  |  |  |
|                               |                              |                                   |         |       |  |  |  |  |  |
| Data: 27-28 marzo 1994        |                              |                                   |         |       |  |  |  |  |  |
| Fonte: Ministero dell'interno |                              |                                   |         |       |  |  |  |  |  |

### XIII legislatura
|                               | Mario Rigo ✔️ Eletto | L'Ulivo                            | 66 998  | 38,51 |  |  |  |  |  |
|                               | Albertina Basteri    | Polo per le Libertà                | 55 951  | 32,16 |  |  |  |  |  |
|                               | Giovanni Fabris      | Lega Nord                          | 40 896  | 23,51 |  |  |  |  |  |
|                               | Roberto De Nardi     | Unione Nord Est                    | 4 874   | 2,80  |  |  |  |  |  |
|                               | Aurelio D'Alessio    | Movimento Sociale Fiamma Tricolore | 2 820   | 1,62  |  |  |  |  |  |
|                               | Francesco Zennaro    | Mani Pulite                        | 2 427   | 1,40  |  |  |  |  |  |
| Totale                        | Totale               | Totale                             | 173 966 | 100   |  |  |  |  |  |
|                               |                      |                                    |         |       |  |  |  |  |  |
| Voti non validi               | Voti non validi      | Voti non validi                    | 9 815   | 5,34  |  |  |  |  |  |
| Votanti                       | Votanti              | Votanti                            | 183 781 | 86,14 |  |  |  |  |  |
| Elettori                      | Elettori             | Elettori                           | 213 349 |       |  |  |  |  |  |
|                               |                      |                                    |         |       |  |  |  |  |  |
| Data: 21 aprile 1996          |                      |                                    |         |       |  |  |  |  |  |
| Fonte: Ministero dell'interno |                      |                                    |         |       |  |  |  |  |  |

### XIV legislatura
|                               | Luciano Falcier ✔️ Eletto | Casa delle Libertà                   | 74 149  | 41,64 |  |  |  |  |  |
|                               | Marcello Basso ✔️ Eletto  | L'Ulivo                              | 68 159  | 38,28 |  |  |  |  |  |
|                               | Brunello Fogagnoli        | Partito della Rifondazione Comunista | 7 962   | 4,47  |  |  |  |  |  |
|                               | Rosario Florio            | Lista Di Pietro                      | 5 843   | 3,28  |  |  |  |  |  |
|                               | Ennio Mazzon              | Fiamma Tricolore                     | 5 567   | 3,13  |  |  |  |  |  |
|                               | Roberto Porcù             | Liga Fronte Veneto                   | 4 712   | 2,65  |  |  |  |  |  |
|                               | Camillo Paludetto         | Va' Pensiero Padania                 | 4 241   | 2,38  |  |  |  |  |  |
|                               | Stefano Faccini           | Pannella-Bonino                      | 4 185   | 2,35  |  |  |  |  |  |
|                               | Giulio Marusso            | Democrazia Europea                   | 3 243   | 1,82  |  |  |  |  |  |
| Totale                        | Totale                    | Totale                               | 178 061 | 100   |  |  |  |  |  |
|                               |                           |                                      |         |       |  |  |  |  |  |
| Voti non validi               | Voti non validi           | Voti non validi                      | 8 596   | 4,61  |  |  |  |  |  |
| Votanti                       | Votanti                   | Votanti                              | 186 657 | 83,48 |  |  |  |  |  |
| Elettori                      | Elettori                  | Elettori                             | 223 602 |       |  |  |  |  |  |
|                               |                           |                                      |         |       |  |  |  |  |  |
| Data: 13 maggio 2001          |                           |                                      |         |       |  |  |  |  |  |
| Fonte: Ministero dell'interno |                           |                                      |         |       |  |  |  |  |  |